# Procatedral de Gardaya
La Procatedral de Gardaya o simplemente Catedral de Ghardaïa (en francés: Cathédrale de Ghardaïa) es el nombre que recibe un edificio religioso que se encuentra ubicado en la localidad de Gardaya en la provincia del mismo nombre al norte del país africano de Argelia. Reemplazo a un antigua iglesia catedral dedicada a Saint-Hilarion en Laghouat que fue secularizada.
El templo es la procatedral o catedral temporal de su jurisdicción, sigue el rito romano o latino y sirve como la sede de la diócesis de Laghouat (Dioecesis Laghuatensis) que fue creada por decisión del papa Pío XII mediante la bula Dum tantis.
Esta bajo la responsabilidad pastoral del obispo Claude Jean Narcisse Rault.